# John Lindros
John Bernhard Lindros, född 3 augusti 1898 i Vaxholm, död 2 december 1961 i Nyköping, var en svensk arkitekt.

## Biografi
Gift med Rosa Lindros. Dottern Birgitta Wohl.
Under studietiden vid Kungliga Tekniska Högskolan i Stockholm utförde Lindros byggnadsundersökningar för Nordiska Museets och Skansens räkning runt om i Sverige 1923-1925. Han tog sin arkitektexamen 1924. Som student blev han vän med Alfred Westholm, och rekryterades genom denne till den svenska Cypernexpeditionen.
Under åren med expeditionen på Cypern 1927-1931 fungerade Lindros som arkitekt, med ansvar för att mäta upp och rita de många kartor, planer och sektioner som är resultaten av en arkeologisk utgrävning. Han fungerade även som fotograf och tog en stor mängd bilder av utgrävningarna och stod dessutom bakom kameran när SF producerade en journalfilm om den svenska Cypernexpeditionen. Lindros arbetade mestadels i Erik Sjöqvists utgrävningslag eftersom Alfred Westholm själv hade erfarenhet av fotografiskt och topografiskt arbete. När Sjöqvist låg sjuk tog Lindros tillfälligt över utgrävningen i Idalion, Cypern. Han var också intresserad av att dokumentera det cypriotiska folklivet och besökte många avlägsna byar med sin kamera. Johns hustru Rosa följde honom till Cypern och vistades där till juni 1928. Hon deltog också i restaurationsarbetet av fynden.
John Lindros ansvarade tillsammans med expeditionens ledare Einar Gjerstad för uppackningen av de arkeologiska fynden efter hemkomsten till Sverige. Han arbetade tillsammans med de andra expeditionsdeltagarna med den stora vetenskapliga publikationen, The Swedish Cyprus Expedition.
John Lindros fungerade som assistent vid Svenska Institutet i Rom 1933-35.
Banan som arkitekt fortsatte vid Byggnadsstyrelsen 1936, Svenska Köpmannaförbundet 1936-1937, samt försäkringsbolaget Liv-Thule 1937-1940. Därefter arbetade John Lindros i egen firma. 1944 anställdes han på Länsarkitektkontoret i Västerås och 1947 blev han biträdande länsarkitekt i Södermanland.